# Окапі (заповідник)
Окапі (фр. Réserve de faune à okapis) — національний парк на території Демократичної республіки Конго в Африці.
Парк розташований на північному сході Конго, недалеко від кордонів з Суданом та Угандою, більша частина парку лежить у басейні річки Ітурі, правої притоки Конго. Резерват Окапі входить до переліку Світової спадщини ЮНЕСКО, також Окапі внесено до переліку об'єктів, що знаходяться під загрозою знищення. На території резервату проживають споконвічні кочові мисливці пігмейських племен Мбуті (англ. Mbuti) та Ефе.

## Фауна
У заповіднику зареєстровано 101 вид ссавців і 376 видів птахів.
Парк Окапі займає одну п'яту частину лісів басейну Ітурі, загальною площею 13 726,25 км². Тут проживає близько 5 тисяч особин окапі з 30 тисяч, що проживають на волі в Африці (у 1996 році у парку проживали 3 900—6 350 з 10 000—20 000). 
Заповідник надає притулок 17 видам приматів (з них 13 денних і 4 нічних), включаючи 7500 шимпанзе. Він також є притулком для найбільшої популяції лісових слонів у ДРК. Їх популяція оцінюється в 7500 особин, і це важливо для збереження інших лісових видів заповідника, таких як бонго (Tragelaphus eurycerus), карликової антилопи (Neotragus batesi), водяного оленька (Hyemoschus aquaticus), лісового буйвола (Syncerus caffer nanus) і гігантського лісового кабана (Hylochoerus meinertzhageni). Серед птахів найвідомішим є конголезький павич (Afropavo congensis).

## Світова спадщина
Резерват Окапі було включено до списку Світової спадщини ЮНЕСКО на 20-й сесії у 1996 році. При цьому у 1997 році була відмічена загроза цілісності фауни резервату через підсічне землеробство та поширене у Конго комерційне полювання на диких тварин. У інші часи виникла проблема з золотодобуванням на території заповідника. А у 2005 році на території Окапі навіть проходили бойові дії, у результаті чого частину наукових співробітників резервату було евакуювано.

## Охорона
У заповіднику знаходиться Центр охорони та дослідження Епулу на річці Епулу. Цей заклад було започатковано у 1928 році, американським антропологом Патріком Патнемом як станцію відлову, де диких окапі відловлювали та відправляли до американських та європейських зоопарків. До 2012 року він все ще виконував цю функцію. У 2012 році напад повстанців призвів до загибелі кількох окапі, які перебували в центрі, і було вирішено зосередитися виключно (принаймні до тих пір, поки існують проблеми з безпекою) на збереженні диких окапі в заповіднику. Центр також проводить велику дослідницьку роботу.
Станом на 2015 рік у заповіднику існував табір для кустарного видобутку золота, де працювало близько 8000 людей. Шахтою керувала слабо організована повстанська фракція Май-Май Сімба, яка мала на меті звільнити місцеве населення від обмежень на використання землі заповідника. 
У звіті Групи експертів ООН від червня 2021 року висловлено занепокоєння щодо наявності напівіндустріалізованих днопоглиблювальних робіт у заповіднику дикої природи Окапі. Видобуток відбувається в межах комплексу Muchacha Ming (MMC), на який діє дозвіл від офіційного гірничого кадастру ДРК, який належить компанії MCC Resources китайського бізнесмена Конга Маохуая. На шахті працювала компанія Kimia Mining Investment sarl. Видобуток корисних копалин у заповіднику є незаконним, і війська FARDC охороняли місце видобутку, також порушуючи конголезьке законодавство.
Пізніше того ж місяця конголезька влада оголосила про конфіскацію 31 кг золота (вартістю близько 1,9 мільйона доларів) із цієї шахти. Станом на 2022 рік такі неурядові організації, як Рада із захисту навколишнього середовища через законність і відстеження (CODELT) і Alerte Congolaise pour l'Environnement et les Droits de l'Homme (ACEDH), звинувачують видобувачів корисних копалин у знищенні незайманих тропічних лісів у заповіднику.